# Sdružení obcí mikroregionu Království
Sdružení obcí mikroregionu Království je dobrovolný svazek obcí dle zákona v okresu Přerov, okresu Olomouc a jeho sídlem je Grygov a jeho cílem je spolupráce při rozvoji obcí v oblasti. Sdružuje celkem 14 obcí a byl založen v roce 2001.

## Obce sdružené v mikroregionu
- Blatec
- Brodek u Přerova
- Císařov
- Citov
- Čelechovice
- Dub nad Moravou
- Grygov
  - Charváty
- Kožušany-Tážaly
- Krčmaň
- Majetín
- Suchonice
- Velký Týnec
- Věrovany